# Jens Glücklich
Jens Glücklich (Cottbus, 10 de juliol de 1966) va ser un ciclista alemany que va competir també per l'Alemanya de l'Est. Guanyador de vuit medalles als Campionats del Món de Ciclisme en pista, dues d'elles d'or en Quilòmetre contrarellotge. Va participar als Jocs Olímpics d'Estiu de 1992.

## Palmarès
- 1984
  -  Campió del món júnior en Quilòmetre contrarellotge
- 1985
  -  Campió del món en Quilòmetre contrarellotge
- 1987
  - Campió de la RDA en Quilòmetre contrarellotge
- 1989
  -  Campió del món en Quilòmetre Contrarellotge
  - Campió de la RDA en Quilòmetre contrarellotge
- 1991
  -  Campió d'Alemanya en Quilòmetre contrarellotge
- 1992
  -  Campió d'Alemanya en Quilòmetre contrarellotge
- 1993
  -  Campió d'Alemanya en Quilòmetre contrarellotge
- 1994
  -  Campió d'Alemanya en Tàndem (amb Emanuel Raasch)